# Джанотти, Примо
При́мо Джано́тти (исп. и итал. Primo Gianotti; родился во 2-й половине XIX века — умер после 1930, точные даты неизвестны) — уругвайский футбольный тренер, функционер, физиотерапевт, профессор медицины. Привёл в качестве главного тренера сборную Уругвая к победе на Олимпийских играх 1928 года.

## Биография
Примо Джанотти — выходец из семьи итальянских иммигрантов. К началу 1910-х годов он уже обладал степенью профессора медицины, был физиотерапевтом. Джанотти активно участвовал в популяризации спорта и здорового образа жизни в Уругвае. В 1910 году вместе с Рамоном Лагарретамом, Николасом Винчи, Сантьяго Борланделли, Норберто Массони и Рохелио Монтальдо он вошёл в Совет директоров вновь образованного клуба «Спортинг» (исп. Sporting Club Uruguay), который является частью современного «Дефенсор Спортинга», одного из традиционных клубов Уругвая.
В 1916 году профессор Джанотти организовал спортивный клуб «Олимпия», который в первые годы своего существования участвовал в том числе и в соревнованиях по футболу. В 1932 году футбольная секция «Олимпии» объединилась с «Капурро» и организовала современный Клуб Атлетико «Ривер Плейт», ещё одну команду-старожила чемпионата Уругвая. «Олимпия» же и по сей день участвует в соревнованиях по самым различным видам спорта.
В феврале 1922 года Примо Джанотти способствовал образованию спортивного клуба «Агуада», своеобразного «младшего брата» «Олимпии», поскольку тот был образован на той же Спортивной площадке № 1, что и «Олимпия». По состоянию на 2011 год «Агуада» — 7-кратный чемпион Уругвая, финалист Панамериканского клубного чемпионата 2000 года по баскетболу, 9-кратный чемпион Уругвая по волейболу.
В 1928 году профессор Джанотти возглавил сборную Уругвая по футболу на Олимпийском футбольном турнире. Его помощником по тренерскому штабу и по совместительству, массажистом и физиотерапевтом был Эрнесто Фиголи, который сам привёл Уругвай к победе на Олимпиаде четырьмя годами ранее. Сборная Уругвая подтвердила свой статус сильнейшей сборной мира. В ходе турнира последовательно обыграли 2:0 Нидерланды (хозяев амстердамской Олимпиады), Германию 4:1, Италию 3:2. В финале уругвайцы встретились со своими принципиальными соперниками аргентинцами, у которых был значительно более лёгкий турнирный путь. Одного матча для определения чемпиона было недостаточно. После ничьи 1:1 потребовалась переигровка, которую «Селесте» выиграла со счётом 2:1.
После этого Джанотти сложил с себя полномочия главного тренера, уступив место Альберто Суппичи, который спустя 2 года привёл сборную Уругвая к победе на первом в истории чемпионате мира и третьей подряд победе Уругвая на крупнейшем футбольном турнире мира. О дальнейшей судьбе Джанотти данных нет.

## Тренерские достижения
- Олимпийский чемпион: 1928